# Disciphania hernandia
Disciphania hernandia là một loài thực vật có hoa trong họ Biển bức cát. Loài này được (Vell.) Barneby mô tả khoa học đầu tiên năm 1972.